# Ślepuchowo
Ślepuchowo – wieś sołecka w Polsce położona w województwie wielkopolskim, w powiecie obornickim, w gminie Oborniki.

## Historia
Wieś pierwotnie związana była z Wielkopolską. Ma metrykę średniowieczną i istnieje co najmniej od początku XV wieku. Po raz pierwszy odnotowana została w łacińskim dokumencie z 1417 jako "Slepochowo", 1418 "Slephochowo", 1442 "Slyepochowo", 1474 "Slepochovo", 1475 "Zlepochowo", 1508 "Slepuchovo", 1563 "Sliepochowo", 1555 "Sliepuchowo".
Miejscowość była początkowo wsią szlachecką należącą do lokalnej szlachty wielkopolskiej z rodu Granowskich, a później stała się majętnością kościelną należącą do zakonu rycerskiego joannitów. W 1475 wieś leżała w powiecie poznańskim województwa poznańskiego w Koronie Królestwa Polskiego. W 1442 odnotowana została w parafii Objezierze.
Wieś istniała jednak już wcześniej, zanim odnotowały to zachowane zapisy historyczne. Na północny-wschód od wsi archeolodzy natrafili na ślady osady pochodzącej z X-XI wieku.
Pierwsze zapisy historyczne dowodzą, że wieś była majętnością szlachecką. W 1418 Hanka żona Mikołaja Łukowskiego zwanego też Granowskim, była w sporze z Wojtkiem z Radzicza w powiecie nakielskim dowodząc, że dziedzinę Ślepuchowo posiadała już od 30 lat. Wojtek odstąpił od swoich roszczeń do wsi, które wniósł na mocy prawa bliższości. W 1417 Bartek identyfikowany z Bartłomiejem Tymienieckim plebanem z Objezierza toczył proces o .
W 1436 Anna z Łukowa przekazała swoim synom Janowi oraz Mikołajowi z Granowa 800 grzywien swego majątku po ojcu oraz matce, zapisanych jej na częściach dóbr Łukowo, Sierniki, Ślepuchowo, a Michał komandor domu św. Jana jako pełnomocnik Granowskich zapłacił przysądne. W 1442 jako dziedzice we wsi odnotowani zostali Mikołaj oraz Wojciech Granowscy. W 1442 Jan i Mikołaj z Granowa toczyli spór sądowy z kasztelanem gnieźnieńskim Piotrem Bnińskim w wyniku czego zostali zobowiązani do złożenia przysięgi, że dali Piotrowi dziedzinę Ślepuchowo w zamian za wsie koło miasta Poznania: Kobylepole, Szczepankowo i Szymankowo, dowodząc, że nieuzasadnione były jego roszczenia do tych wsi z tytułu prawa bliższości lub wykupu.
W 1442 Michał komandor zakonu joannitów pod Poznaniem toczył spór sądowy z sołtysami ślepuchowskimi Fabianem oraz Mikołajem o dziesięciny snopowe z trzech łanów folwarku ślepuchowskiego, które uprawiali miejscowi sołtysi. W 1442 pleban objezierski Bartłomiej Tymieniecki, który przyjął odmiejscowe nazwisko od wsi Tymieniec również pozwał sołtysów ślepuchowskich Fabiana oraz Mikołaja o połowę grzywny tytułem należnej mu dziesięciny snopowej ze Ślepuchowa z ról folwarcznych należących do dziedziców Mikołaja oraz Wojciecha Objezierskich. Fabian oraz Mikołaj zeznali przed sądem, że w sprawie tych dziesięcin pozwani już zostali wcześniej przez komandora joannitów ze św. Jana pod Poznaniem. Wobec tego w 1443 pleban Bartłomiej pozywał komandora joannitów Jana Chełmskiego o zajęcie łąki ślepuchowskiej, która była dotąd w posiadaniu plebana objezierskiego.
Miejscowość odnotowana została w czasie wytyczania lokalnych granic majątków w XV wieku. W 1445 wicepodkomorzy poznański oznajmił, że wytyczył granice pomiędzy Objezierzem należącym do Wincentego i Abrahama oraz innych braci Objezierskich, a także z wsiami Żukowo i Ślepuchowo należących do konwentu joannitów poznańskich. Wytyczono je począwszy od narożnika Ślepuchowskiego, do narożnika Chrostowskiego, narożnika Żukowskiego i narożnika Objezierskiego, gdzie wbite były trzy pale graniczne. Obie strony tego procesu Objezierscy oraz komandor św. Jana zapłacili przysądne. W 1460 odnotowano łąkę plebańską w Objezierzu, która leżała w stronę jeziora przy drodze z Objezierza do Ślepuchowa.
W 1474 odnotowany został spór sądowy Jana sołtysa ślepuchowskiego z Jadwigą z Gołębina. W 1535 Jan Mierzewski komandor joannitów poznańskich wraz z konwentem sprzedał z zastrzeżeniem prawa wykupu swemu zasłużonemu słudze Jerzemu Gieczy sołectwo we wsi Ślepuchowo za 100 grzywien. Miejscowy sołtys posiadać miał 3 łany wolne, łąki, pastwiska, bydło i trzodę, jatkę rzeźniczą i piekarską, zakład kowalski, miał także prawo do 1/3 opłat sądowych. W ramach swoich obowiązków Jerzy miał służyć, tak jak inni sołtysi we wsiach konwentu, na koniu wartości trzech grzywien i zobowiązany był do zwyczajowych świadczeń wobec zakonu.
1555 komandor joannitów poznańskich Andrzej Węgorzewski zawarł ugodę polubowną ze Stanisławem Objezierskim plebanem objezierskim dotyczących zaległych od trzech lat danin dla parafii w Objezierzu oraz z łąki ślepuchowskiej. Łąka ta należała do uposażenia plebana w Objezierzu, a pleban zrzekł się praw do należnego mu od trzech lat siana. Z tytułu zabranych przez komandora dziesięcin Objezierski miał otrzymać dwa małdraty żyta oraz jeden małdrat owsa należnych mu tytułem mesznego z 5 łanów w Ślepuchowie. Objezierski otrzymać miał 15 ćwiertni (łac. zapis "mensura alias czwierthnie"), tj. po 7,5 ćwiertni żyta i owsa, a z młyna w Chrostowie o jednym kole wodnym 4 ćwiertnie żyta zaległe od 4 lat, czyli za każdy rok po jednej ćwiertni. Wszystkie te daniny komandor miał zapłacić w terminie 3 tygodni. Objezierski skwitował też komandora z 25 florenów kosztów sądowych. W 1556 komandor joannitów Andrzej Węgorzewski dał swojemu bratu Janowi, wykupione przez siebie, sołectwa we wsiach należących do konwentu, w tym m.in. w Ślepuchowie.
Miejscowość odnotowały także historyczne rejestry podatkowe dzięki którym znamy stosunki własnościowe we wsi. W 1475 Ślepuchowo wymienione zostało w szeregu wsi, które nie zapłaciły podatku. W 1508 miał miejsce pobór od 2 łanów. W 1509 pobrano podatki od dwóch łanów, jednego łana sołeckiego. W 1555 w Slepuchowie odnotowano 5 łanów. W 1580 pobrano podatki ze wsi należącej wówczas do komandora joannitów oraz starosty generalnego Wielkopolski Adama Sędziwoja Czarnkowskiego; od 4 zagrodników, dwóch komorników oraz jednego pługa ratajskiego, najemnego robotnika.
Wieś duchowna, własność komandorii joannitów w Poznaniu pod koniec XVI wieku leżała w powiecie poznańskim województwa poznańskiego w Rzeczypospolitej Obojga Narodów. Wskutek II rozbioru Polski w 1793, miejscowość przeszła pod władanie Prus i jak cała Wielkopolska znalazła się w zaborze pruskim.
W latach 1975–1998 miejscowość administracyjnie należała do województwa poznańskiego.
W pobliżu wsi znajduje się duży kompleks stawów rybnych.